# Bahnstrecke Karlovy Vary–Johanngeorgenstadt
| |                                                 |                                                                        |                                                   |
| Kursbuchstrecke (SŽ): | 142                                             |                                                                        |                                                   |
| Streckenlänge: | 46,811 km                                       |                                                                        |                                                   |
| Spurweite: | 1435 mm (Normalspur)                            |                                                                        |                                                   |
| Streckenklasse: | Karlovy Vary–Nejdek: B2 Nejdek–Staatsgrenze: A1 |                                                                        |                                                   |
| Maximale Neigung: | 30 ‰                                            |                                                                        |                                                   |
| Minimaler Radius: | 180 m                                           |                                                                        |                                                   |
| Streckengeschwindigkeit: | 60 km/h                                         |                                                                        |                                                   |
| |                                                 |                                                                        |                                                   |
| \| \| \| von Mariánské Lázně (vorm. EB Marienbad–Karlsbad) \| \| \| \| 0,000 \| Karlovy Vary dolní nádraží früher Karlsbad unt Bf \| 376 m \| \| \| 0,385 \| vlečka Karlovarské minerálni vody \| vlečka Karlovarské minerálni vody \| \| \| \| Teplá \| \| \| \| \| Ohře \| \| \| \| \| Karlovarský (81 m) \| \| \| \| \| Chomutov–Cheb \| \| \| \| \| von Chomutov (vorm. BEB) \| \| \| \| 3,117 \| Karlovy Vary früher Karlsbad \| 412 m \| \| \| 5,197 \| odb. Sedlec \| odb. Sedlec \| \| \| \| nach Cheb (vorm. BEB) \| \| \| \| 6,237 \| vlečka Porcelánka Viktoria \| vlečka Porcelánka Viktoria \| \| \| 6,447 \| Stará Role früher Alt-Rohlau \| 390 m \| \| \| \| Rolava \| \| \| \| 6,945 \| vlečka stararolský porcelán Moritz Zdekauer \| vlečka stararolský porcelán Moritz Zdekauer \| \| \| \| von Chodov (vorm. Lokalbahn Chodau–Neudek) \| \| \| \| 12,061 \| Nová Role früher Neu-Rohlau \| 440 m \| \| \| 12,135 \| vlečka Karlovarský porcelán \| vlečka Karlovarský porcelán \| \| \| 14,901 \| Nová Role zastávka früher Hammerhäuser \| 480 m \| \| \| 15,520 \| vlečka Bývalá brusírna na dřevo \| vlečka Bývalá brusírna na dřevo \| \| \| 16,545 \| vlečka Bývalý závod Vejprtských papíren \| vlečka Bývalý závod Vejprtských papíren \| \| \| 17,500 \| Nejdek-Suchá früher Suchá/Gibacht-Thierbach \| 525 m \| \| \| 18,957 \| vlečka Vlnap a.s. \| vlečka Vlnap a.s. \| \| \| 19,460 \| Nejdek früher Neudek \| 557 m \| \| \| 20,573 \| vlečka Metalis a.s \| vlečka Metalis a.s \| \| \| 20,831 \| Nejdecký (230 m) \| Nejdecký (230 m) \| \| \| 21,400 \| Nejdek zastávka \| 600 m \| \| \| 22,883 \| Vysokokopecký (68 m) \| Vysokokopecký (68 m) \| \| \| 23,122 \| Vysoká Pec früher Hochofen \| 640 m \| \| \| 23,375 \| Rolava \| Rolava \| \| \| 24,244 \| Rolava \| Rolava \| \| \| 25,331 \| Novohamerský (252 m) \| Novohamerský (252 m) \| \| \| \| Rolava \| \| \| \| \| \| \| \| \| \| Weißbach-Viadukt \| \| \| \| 26,202 \| Nové Hamry früher Neuhammer (b Karlsbad) \| 713 m \| \| \| 28,479 \| Nejdek-Tisová früher Tisová u Nejdku/Eibenberg \| 765 m \| \| \| 31,193 \| Nejdek-Sejfy früher Nové Hamry zastávka/Sejfy/Seifenhäusel \| 830 m \| \| \| \| \| \| \| \| 33,105 \| Nejdek-Oldřichov früher Oldřichov u Nejdku/Tellerovy domy/Tellerhäuser \| 875 m \| \| \| \| \| \| \| \| \| Straße II/219 \| \| \| \| 34,600 \| Scheitelpunkt \| 915 m \| \| \| \| Viadukt Pernink (Steinbogen) \| \| \| \| 36,186 \| Pernink früher Bärringen-Abertham \| 902 m \| \| \| \| \| \| \| \| \| \| \| \| \| 38,883 \| Horní Blatná früher Bergstadt Platten \| 870 m \| \| \| \| Straße II/221 \| \| \| \| 43,436 \| Potůčky zastávka früher Breitenbach Hp \| 760 m \| \| \| \| \| \| \| \| \| Černá (Schwarzwasser) \| \| \| \| 45,665 \| vlečka Škoda Plzeň, provoz Potůčky \| vlečka Škoda Plzeň, provoz Potůčky \| \| \| 45,828 \| Potůčky früher Breitenbach \| 697 m \| \| \| 46,120 \| Staatsgrenze Tschechien–Deutschland \| Staatsgrenze Tschechien–Deutschland \| \| \| 46,811 \| Johanngeorgenstadt \| 676 m \| \| \| \| nach Schwarzenberg (Erzgeb) \| \| |                                                 |                                                                        |                                                   |
| Strecke |                                                 | von Mariánské Lázně (vorm. EB Marienbad–Karlsbad)                      | von Mariánské Lázně (vorm. EB Marienbad–Karlsbad) |
| Bahnhof | 0,000                                           | Karlovy Vary dolní nádraží früher Karlsbad unt Bf                      | 376 m                                             |
| Abzweig geradeaus und ehemals nach rechts | 0,385                                           | vlečka Karlovarské minerálni vody                                      | vlečka Karlovarské minerálni vody                 |
| Brücke über Wasserlauf |                                                 | Teplá                                                                  | Teplá                                             |
| Brücke über Wasserlauf |                                                 | Ohře                                                                   | Ohře                                              |
| Tunnel |                                                 | Karlovarský (81 m)                                                     | Karlovarský (81 m)                                |
| Kreuzung geradeaus unten |                                                 | Chomutov–Cheb                                                          | Chomutov–Cheb                                     |
| Abzweig geradeaus und von links |                                                 | von Chomutov (vorm. BEB)                                               | von Chomutov (vorm. BEB)                          |
| Bahnhof | 3,117                                           | Karlovy Vary früher Karlsbad                                           | 412 m                                             |
| Blockstelle | 5,197                                           | odb. Sedlec                                                            | odb. Sedlec                                       |
| Abzweig geradeaus und nach links |                                                 | nach Cheb (vorm. BEB)                                                  | nach Cheb (vorm. BEB)                             |
| Abzweig geradeaus und ehemals nach rechts | 6,237                                           | vlečka Porcelánka Viktoria                                             | vlečka Porcelánka Viktoria                        |
| Bahnhof | 6,447                                           | Stará Role früher Alt-Rohlau                                           | 390 m                                             |
| Brücke über Wasserlauf |                                                 | Rolava                                                                 | Rolava                                            |
| Abzweig geradeaus und ehemals nach links | 6,945                                           | vlečka stararolský porcelán Moritz Zdekauer                            | vlečka stararolský porcelán Moritz Zdekauer       |
| Abzweig geradeaus und von links |                                                 | von Chodov (vorm. Lokalbahn Chodau–Neudek)                             | von Chodov (vorm. Lokalbahn Chodau–Neudek)        |
| Bahnhof | 12,061                                          | Nová Role früher Neu-Rohlau                                            | 440 m                                             |
| Abzweig geradeaus und ehemals von links | 12,135                                          | vlečka Karlovarský porcelán                                            | vlečka Karlovarský porcelán                       |
| Haltepunkt / Haltestelle | 14,901                                          | Nová Role zastávka früher Hammerhäuser                                 | 480 m                                             |
| Abzweig geradeaus und ehemals nach rechts | 15,520                                          | vlečka Bývalá brusírna na dřevo                                        | vlečka Bývalá brusírna na dřevo                   |
| Abzweig geradeaus und ehemals nach rechts | 16,545                                          | vlečka Bývalý závod Vejprtských papíren                                | vlečka Bývalý závod Vejprtských papíren           |
| Haltepunkt / Haltestelle | 17,500                                          | Nejdek-Suchá früher Suchá/Gibacht-Thierbach                            | 525 m                                             |
| Abzweig geradeaus und nach rechts | 18,957                                          | vlečka Vlnap a.s.                                                      | vlečka Vlnap a.s.                                 |
| Bahnhof | 19,460                                          | Nejdek früher Neudek                                                   | 557 m                                             |
| Abzweig geradeaus und nach rechts | 20,573                                          | vlečka Metalis a.s                                                     | vlečka Metalis a.s                                |
| Tunnel | 20,831                                          | Nejdecký (230 m)                                                       | Nejdecký (230 m)                                  |
| Haltepunkt / Haltestelle | 21,400                                          | Nejdek zastávka                                                        | 600 m                                             |
| Tunnel | 22,883                                          | Vysokokopecký (68 m)                                                   | Vysokokopecký (68 m)                              |
| Haltepunkt / Haltestelle | 23,122                                          | Vysoká Pec früher Hochofen                                             | 640 m                                             |
| Brücke über Wasserlauf | 23,375                                          | Rolava                                                                 | Rolava                                            |
| Brücke über Wasserlauf | 24,244                                          | Rolava                                                                 | Rolava                                            |
| Tunnel | 25,331                                          | Novohamerský (252 m)                                                   | Novohamerský (252 m)                              |
| Brücke über Wasserlauf |                                                 | Rolava                                                                 | Rolava                                            |
| Brücke |                                                 |                                                                        |                                                   |
| Brücke über Wasserlauf |                                                 | Weißbach-Viadukt                                                       | Weißbach-Viadukt                                  |
| Bahnhof | 26,202                                          | Nové Hamry früher Neuhammer (b Karlsbad)                               | 713 m                                             |
| Haltepunkt / Haltestelle | 28,479                                          | Nejdek-Tisová früher Tisová u Nejdku/Eibenberg                         | 765 m                                             |
| Haltepunkt / Haltestelle | 31,193                                          | Nejdek-Sejfy früher Nové Hamry zastávka/Sejfy/Seifenhäusel             | 830 m                                             |
| |                                                 |                                                                        |                                                   |
| Haltepunkt / Haltestelle | 33,105                                          | Nejdek-Oldřichov früher Oldřichov u Nejdku/Tellerovy domy/Tellerhäuser | 875 m                                             |
| |                                                 |                                                                        |                                                   |
| Brücke |                                                 | Straße II/219                                                          | Straße II/219                                     |
| Kulminations-/Scheitelpunkt | 34,600                                          | Scheitelpunkt                                                          | 915 m                                             |
| Brücke |                                                 | Viadukt Pernink (Steinbogen)                                           | Viadukt Pernink (Steinbogen)                      |
| Bahnhof | 36,186                                          | Pernink früher Bärringen-Abertham                                      | 902 m                                             |
| Brücke |                                                 |                                                                        |                                                   |
| Brücke |                                                 |                                                                        |                                                   |
| Bahnhof | 38,883                                          | Horní Blatná früher Bergstadt Platten                                  | 870 m                                             |
| Brücke |                                                 | Straße II/221                                                          | Straße II/221                                     |
| Haltepunkt / Haltestelle | 43,436                                          | Potůčky zastávka früher Breitenbach Hp                                 | 760 m                                             |
| Brücke |                                                 |                                                                        |                                                   |
| Brücke über Wasserlauf |                                                 | Černá (Schwarzwasser)                                                  | Černá (Schwarzwasser)                             |
| Abzweig geradeaus und ehemals nach links | 45,665                                          | vlečka Škoda Plzeň, provoz Potůčky                                     | vlečka Škoda Plzeň, provoz Potůčky                |
| Bahnhof | 45,828                                          | Potůčky früher Breitenbach                                             | 697 m                                             |
| Grenze | 46,120                                          | Staatsgrenze Tschechien–Deutschland                                    | Staatsgrenze Tschechien–Deutschland               |
| Bahnhof | 46,811                                          | Johanngeorgenstadt                                                     | 676 m                                             |
| Strecke |                                                 | nach Schwarzenberg (Erzgeb)                                            | nach Schwarzenberg (Erzgeb)                       |

Die Bahnstrecke Karlovy Vary–Johanngeorgenstadt ist eine regionale Eisenbahnverbindung in Tschechien, die ursprünglich von der Eisenbahn Karlsbad–Johanngeorgenstadt als Hauptbahn zweiter Klasse erbaut wurde. Sie beginnt in Karlovy Vary (Karlsbad) und verläuft im Erzgebirge über Nová Role (Neurohlau), Nejdek (Neudek), Pernink (Bärringen) und Horní Blatná (Bergstadt Platten) nach  Johanngeorgenstadt. Wegen ihrer schwierigen Streckenführung über den Erzgebirgskamm ist die Strecke im heutigen Tschechien als Krušnohorský Semmering (Erzgebirgischer Semmering) bekannt.

## Geschichte

### Vorgeschichte und Bau
Schon mit dem Bau der Bahnstrecke Zwickau–Schwarzenberg in den 1850er Jahren entstanden erste Projekte, die Strecke in Richtung Karlsbad fortzusetzen. Aber erst am 13. November 1872 erteilte die österreichische Regierung der Eisenbahn Pilsen–Priesen(–Komotau) (EPPK) die Konzession für eine Hauptbahnlinie Pilsen–Karlsbad–Johanngeorgenstadt. Die schwierigen topografischen Gegebenheiten hätten jedoch enorme finanzielle Mittel für den Bahnbau erfordert, die letztlich nicht zur Verfügung standen. Am 6. Mai 1880 erlosch daher die 1872 ausgestellte Konzession wegen Nichterfüllung der concessionsmäßigen Verpflichtungen.
Da ein Baubeginn in Böhmen nicht absehbar war, entstand in Sachsen der Anschluss an die Zwickau-Schwarzenberger Bahn schließlich als regelspurige Sekundärbahn (vgl. Bahnstrecke Schwarzenberg–Johanngeorgenstadt). Diese Strecke konnte im Jahre 1883 eröffnet werden. Die Anlagen in Johanngeorgenstadt wurden dabei von vornherein als Grenzbahnhof projektiert.
Erst am 2. Dezember 1895 wurde eine neue Trassenführung als Hauptbahn zweiten Ranges von Karlsbad über Neudek nach Johanngeorgenstadt konzessioniert. Ausschlaggebend für dieses neue Projekt war die schon existierende Lokalbahn Chodau–Neudek der Österreichischen Lokaleisenbahngesellschaft, welche mitbenutzt werden sollte. Nach zwei Jahren Bauzeit konnte die Strecke dann am 15. Mai 1899 mit einem Festakt eröffnet werden. Damit war das Projekt der Hauptbahnstrecke Pilsen–Karlsbad–Zwickau/Chemnitz endgültig Geschichte.

### Betrieb
Den Betrieb führten zunächst die k.k. österreichischen Staatsbahnen (kkStB) im Auftrag der Eisenbahn Karlsbad–Johanngeorgenstadt durch. Nach dem Ersten Weltkrieg traten an Stelle der kkStB die neu gegründeten Tschechoslowakische Staatsbahnen ČSD. Am 1. Oktober 1925 wurde die Eisenbahn Karlsbad–Johanngeorgenstadt per Gesetz verstaatlicht und die Strecke wurde ins Netz der ČSD integriert. Anfang der 1930er Jahre begann der Einsatz von Triebwagen auf der Strecke, neue zusätzliche Haltepunkte wurden errichtet, so am 2. Oktober 1932 die Haltestelle Breitenbach-Dreckschänke. Nach dem Anschluss des Sudetenlandes an Deutschland im Herbst 1938 wurde die Strecke in den Fahrplänen als Strecke Schwarzenberg–Karlsbad geführt. Einzelne Züge verkehrten nun erstmals durchgehend zwischen Schwarzenberg und Karlsbad. Mit Kriegsbeginn endete der Einsatz der Triebwagen.
Nach 1945 gelangte die Strecke wieder zur ČSD. Vorerst verkehrten die Züge von Karlovy Vary auch weiterhin bis Johanngeorgenstadt, da im Bahnhof Breitenbach (ab 1948: Potůčky) keine Möglichkeit bestand, die Lokomotiven umzusetzen und neue Betriebsvorräte aufzunehmen. Wenig später wurden dann die nötigen Anlagen nachgerüstet. Fortan endeten alle Züge in Potůčky, grenzüberschreitender Verkehr fand keiner mehr statt. Aus strategischen Gründen blieb das grenzüberschreitende Gleis jedoch erhalten.
Im Januar und Februar 1950 musste der Bahnverkehr aufgrund starken Schneefalls unterbrochen werden. Das gleiche machte sich im Januar 1965 erforderlich, der Bahnverkehr ruhte damals für drei Wochen. Drei weitere Tage war die Strecke 1986 wegen drei Meter hoher Schneeverwehungen gesperrt.

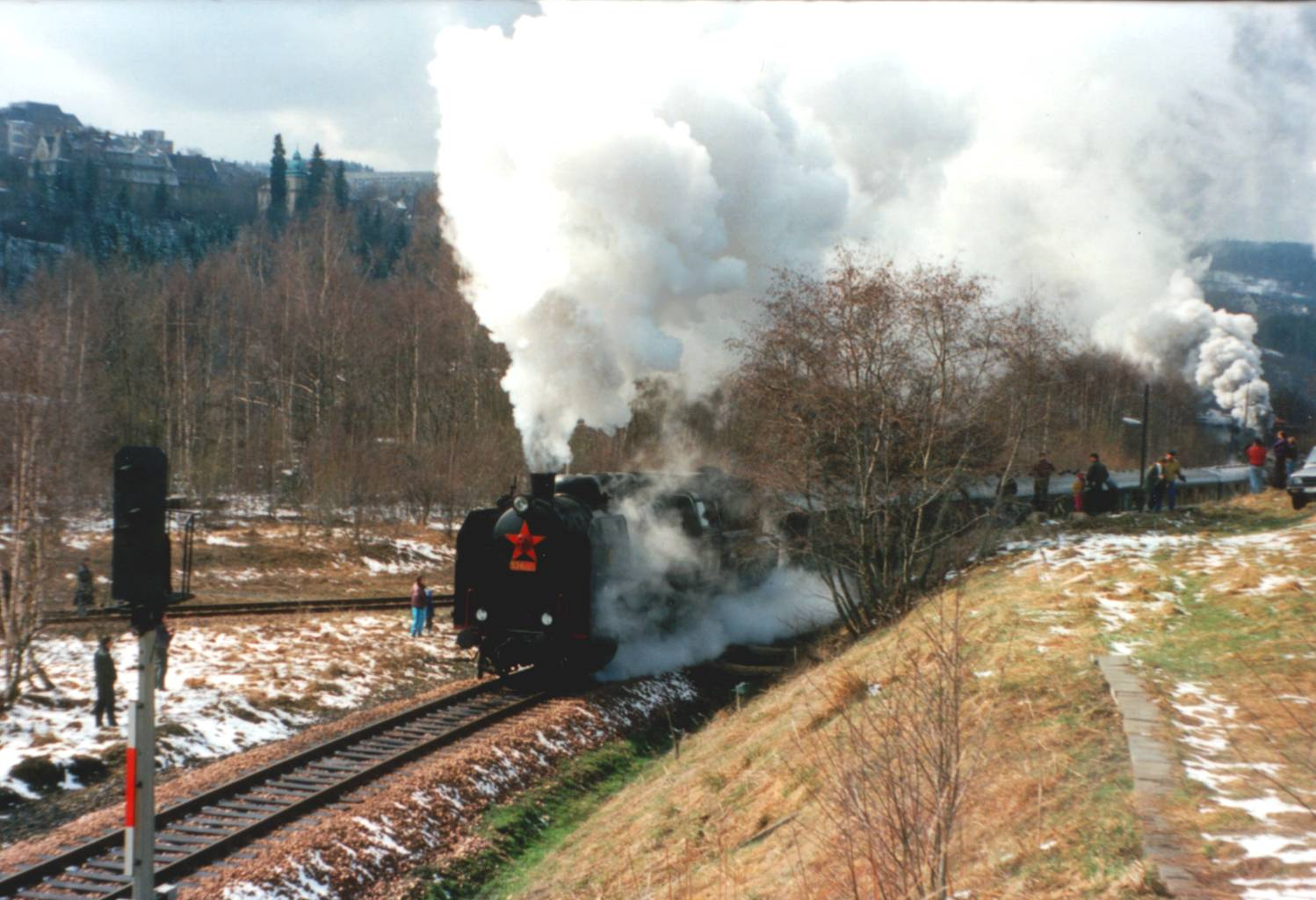
Am 17. April 1992 überquerte erstmals seit Jahrzehnten wieder ein Reisezug die Staatsgrenze, hier in Johanngeorgenstadt.

Am 17. April 1992 passierte erstmals seit 1945 wieder ein Reisezug die Staatsgrenze bei Johanngeorgenstadt. Im gleichen Jahr wurde dann der planmäßige grenzüberschreitende Reise- und Güterverkehr wieder aufgenommen. Der Güterverkehr wurde jedoch im Jahre 1999 wieder eingestellt. Ab dem Jahre 2000 war vorgesehen, die Strecke in den Taktverkehr des EgroNet zu integrieren. Erstmals verkehrten in jenem Jahr durchgehende Regionalexpress-Züge Zwickau–Karlovy Vary. Ein schon geplanter Ausbau der Strecke unterblieb vorerst.

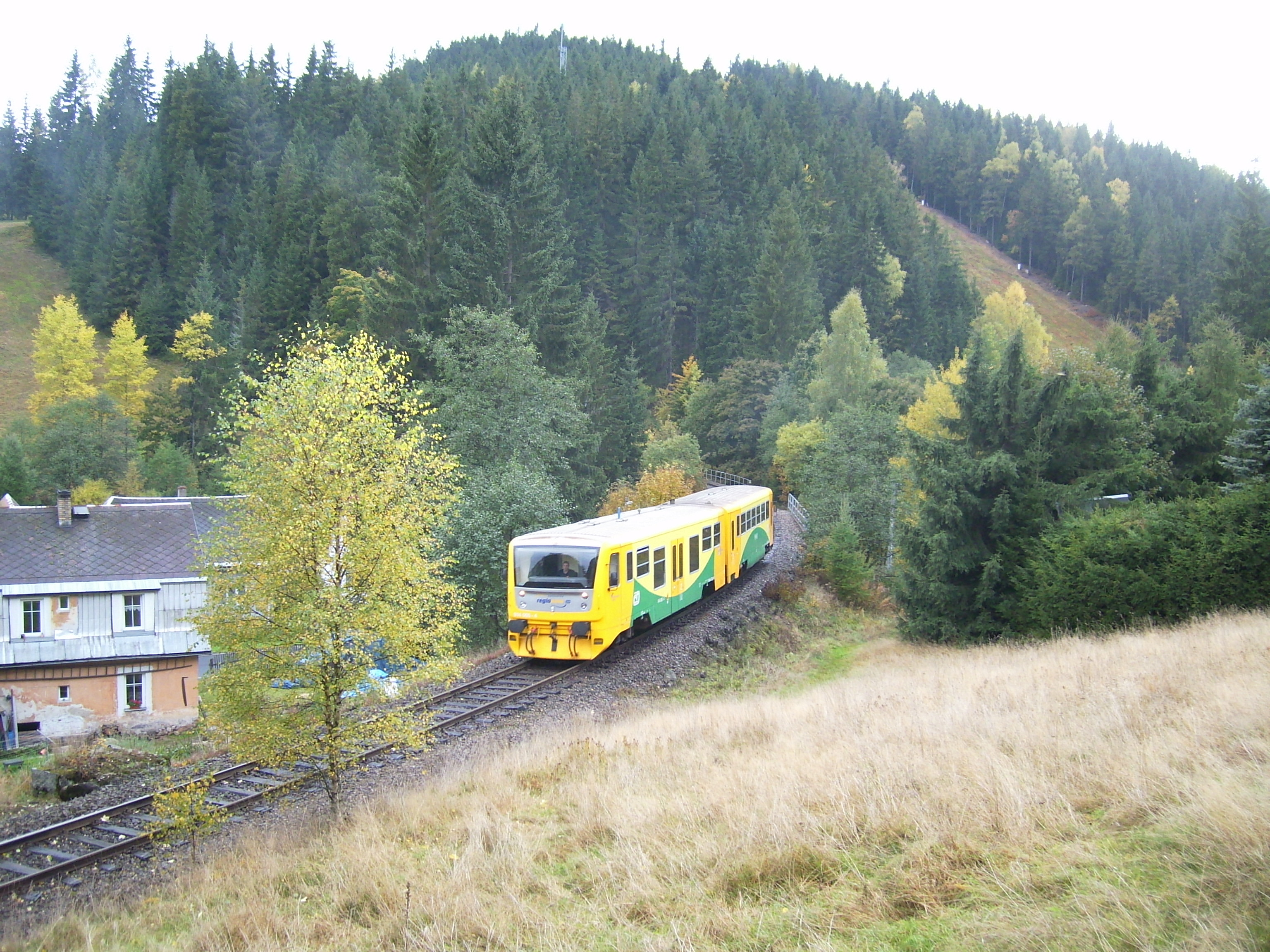
Reisezug mit ČD-Baureihe 814 („Regionova“) bei Nové Hamry (2008)

Im Jahresfahrplan 2008 waren an den Wochenenden insgesamt sieben grenzüberschreitende Zugpaare vorgesehen, von denen zwei durchgängig in der Relation Zwickau–Karlovy Vary verkehren. 2008 begannen auch die schon lange geplanten Arbeiten zur Modernisierung der Strecke mit Gleiserneuerungen und der Sanierung des Novohamerský tunel.
Im April 2015 schrieb der Streckenbetreiber SŽDC die restlichen Arbeiten zur umfassenden Modernisierung („Revitalizace“) der Strecke öffentlich aus. Den Zuschlag erhielt ein Konsortium aus den Firmen Chládek & Tintěra mit Sitz in Litoměřice und Colas Rail mit Sitz in Prag, das mit einem Volumen von 470.975.251 Kronen das günstigste Angebot abgegeben hatte. Vorgesehen war neben der vollständigen Erneuerung der Gleise und Sicherungsanlagen auch der Neubau der Bahnsteige einschließlich der Beleuchtung. In den engen Gleisbögen kamen Y-Schwellen mit erhöhtem Querverschiebewiderstand zum Einbau, wie sie bereits auf der in Südböhmen gelegenen Bahnstrecke Rybník–Lipno nad Vltavou verwendet wurden. Die Bauarbeiten begannen im Juli 2017, die Fertigstellung des Projektes war bis Juli 2018 vorgesehen. Nach Abschluss der Arbeiten im Sommer 2018 wurde die Streckengeschwindigkeit zwischen dem Abzweig Sedlec und Nejdek auf 65 km/h und zwischen Nejdek und Potůčky auf 60 km/h angehoben. Die Fahrzeiten von Karlovy Vary nach Johanngeorgenstadt verkürzten sich um acht Minuten.

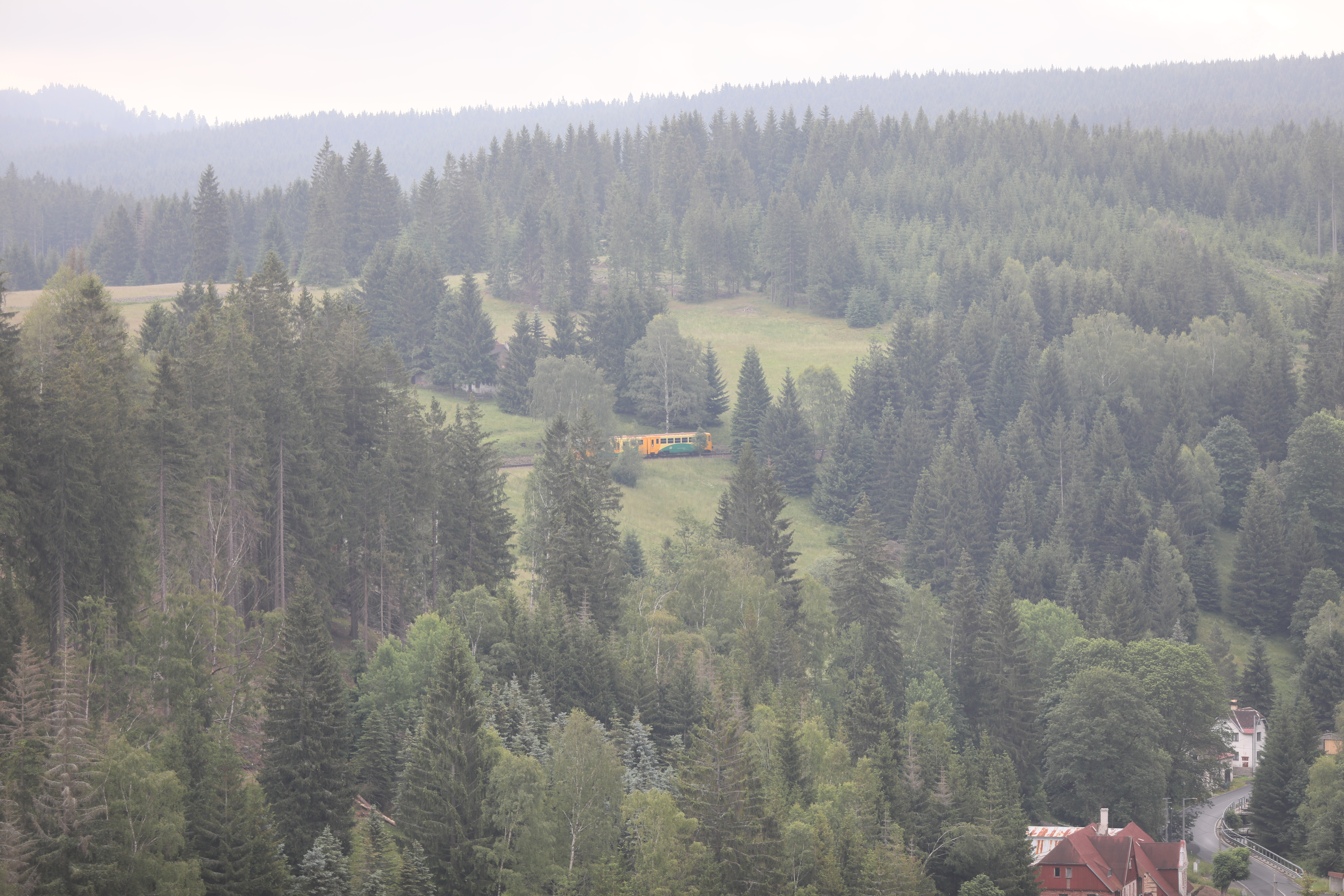
Zug auf der Strecke nach Karlovy vary kurz hinter Potůčky (Juli 2020)

### Unfall vom 7. Juli 2020
Am 7. Juli 2020 stießen am Streckenkilometer 35,6 bei Pernink zwei Personenzüge frontal zusammen. Zwei Personen starben, neun weitere wurden schwer verletzt. Die Züge waren mit 33 Reisenden besetzt und hätten planmäßig im Bahnhof Pernink kreuzen müssen. Der Zug von Johanngeorgenstadt nach Karlsbad wartete die Kreuzung allerdings nicht ab und fuhr in den mit dem Gegenzug besetzten Abschnitt ein.

## Infrastruktur

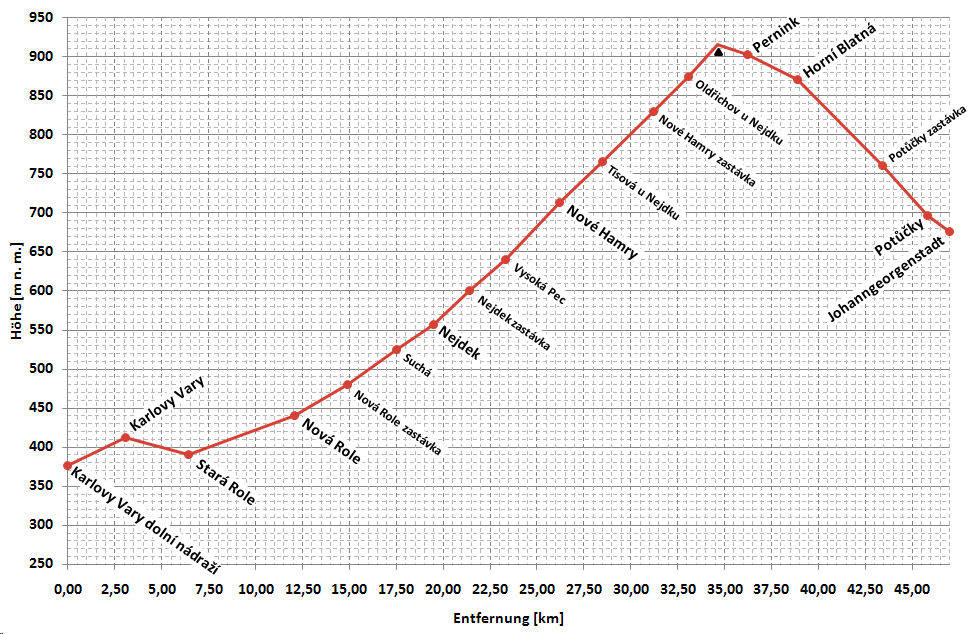
Vereinfachtes Höhenprofil der Strecke

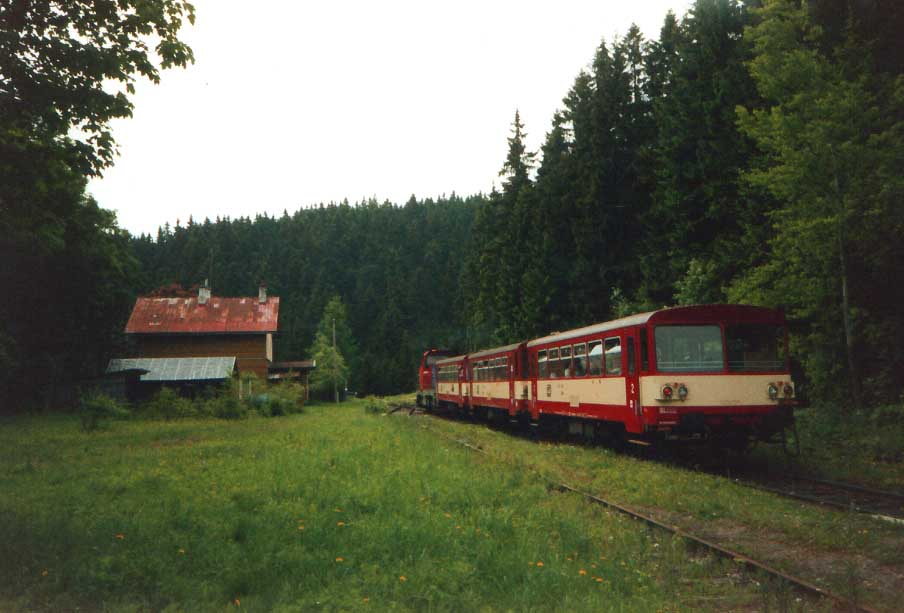
Zug in Richtung Karlsbad im Bahnhof Pernink

Während des Baues wurde die Trassierung der Strecke oft mit der berühmten Semmeringbahn in den Ostalpen verglichen. Der höchste Punkt der Strecke bei Pernink (915 m) liegt 20 Höhenmeter über dem Scheitelpunkt der Semmeringbahn und auch der absolute Höhenunterschied (535 m) ist deutlich größer.
Der nahe dem Erzgebirgskamm gelegene Bahnhof Pernink (früher Bärringen-Abertham) ist der höchstgelegene im gesamten Erzgebirge. Für kurze Zeit galt er auch als der höchstgelegene im Königreich Böhmen, bis er diesen Status im Jahr Juli 1900 an die Station Kubova Huť (Kubohütten) an der Lokalbahn Strakonitz–Winterberg im Böhmerwald verlor.
Die Strecke weist keine technische Sicherung von Zugfahrten auf. Es gilt hier die Vorschrift für den vereinfachten Dienst D3, was dem in Deutschland üblichen Zugleitbetrieb entspricht.

## Fahrzeugeinsatz

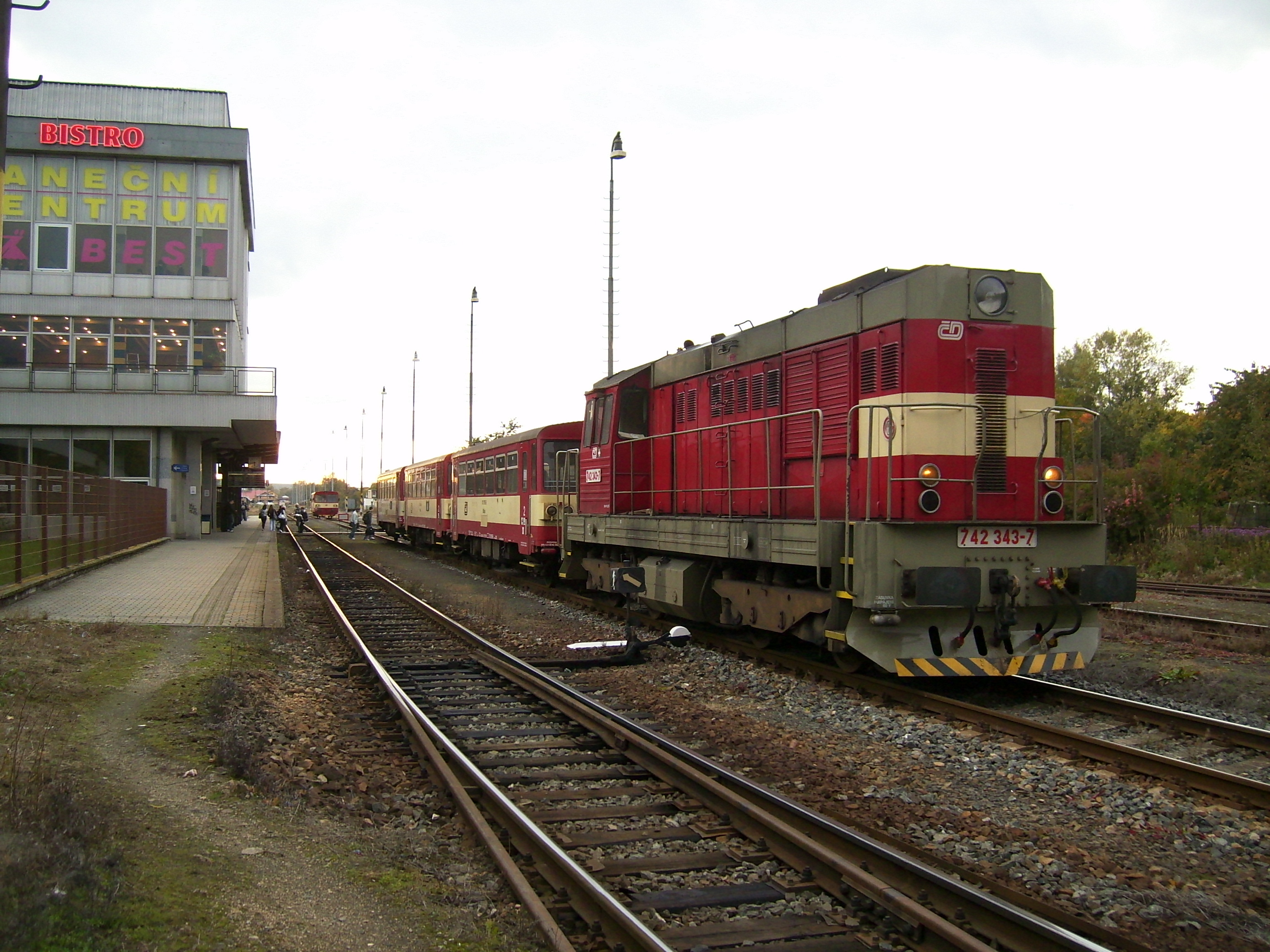
ČD-Baureihe 742 (Karlovy Vary dolní nádraží, 2008)

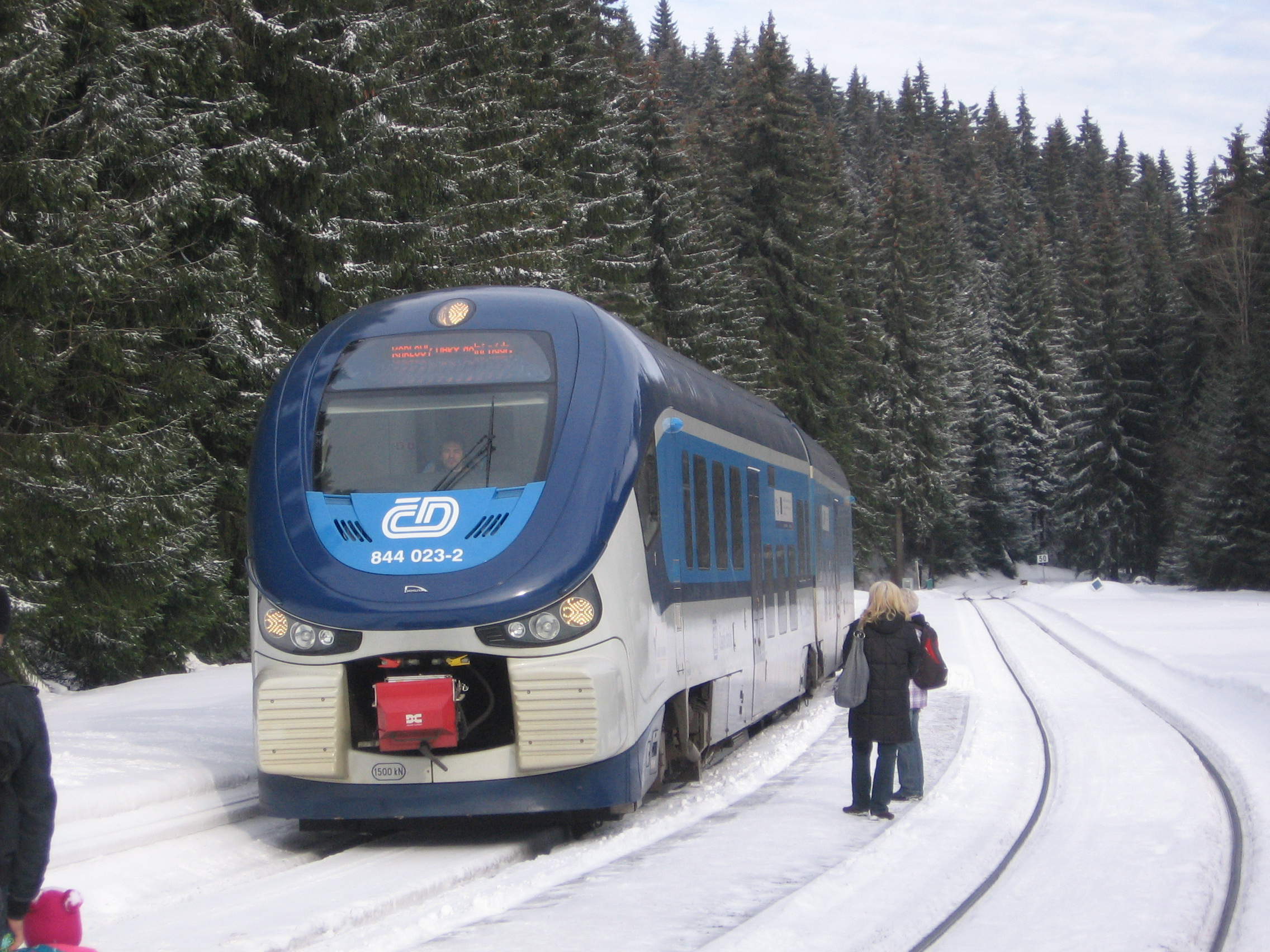
ČD-Baureihe 844 (Pernink, 2015)

Auf Rechnung der Eisenbahn Karlsbad–Johanngeorgenstadt beschafften die kkStB fünf Stück der bewährten Reihe 97 (ČSD 310.0). Diese recht leistungsschwachen, typischen Lokalbahn-Lokomotiven wurden bis Mitte der 1920er Jahre vor den Personenzügen auf der Strecke verwendet. Für die Verwendung vor Güterzügen sollten ursprünglich vier Lokomotiven der leistungsstärkeren Reihe 178 (ČSD 422.0) zum Einsatz kommen. Belegt ist die Verwendung dieser Lokomotiven vor dem Ersten Weltkrieg jedoch nicht. Die Wagen entsprachen den üblichen Bauarten der kkStB.
Vor Güterzügen setzte die ČSD später die leistungsstärkere Reihe 99 (ČSD 320.0) ein, welche ursprünglich für die Eisenbahn Marienbad–Karlsbad beschafft wurden.
Die ČSD-Neubaulokomotiven der Baureihe 423.0 löste ab den 1920er Jahren die alten kkStB-Reihen vor den Zügen nach Johanngeorgenstadt ab. Ab den 1930er Jahren verkehrten erstmals Motortriebwagen in verkehrsschwachen Zeiten. Belegt ist der Einsatz der Tatra-Turmtriebwagen der Reihen M 130.2 und M 120.4. Ab 1955 übernahmen neu gelieferte Triebwagen der ČSD-Baureihe M 131.1 den gesamten Reiseverkehr, welche dann ab den 1960er Jahren durch die moderne Bauart M 240.0 abgelöst wurden.
Nach der Ausmusterung der M 240.0 in den 1990er Jahren wurden auch nach Johanngeorgenstadt die bewährten zweiachsigen Triebwagen der Baureihe 810 (ČSD M 152.0) eingesetzt. Ein Teil der Züge wurde auch lokomotivbespannt mit der Baureihe 714 oder der Baureihe 742 gefahren. Heute kommen Triebwagen der ČD-Baureihe 814 („Regionova“) und der ČD-Baureihe 844 („RegioShark“) zum Einsatz.
Die früher grenzüberschreitenden Züge Zwickau–Karlovy Vary der Erzgebirgsbahn verkehrten mit Triebwagen der DB-Baureihe 642 (Desiro).